# Dragon Ball Z: Ultimate Tenkaichi
Dragon Ball Z: Ultimate Tenkaichi, conhecido no Japão como Dragon Ball: Ultimate Blast (ドラゴンボール アルティメット ブラスト Doragon Bōru Arutimetto Burasuto), É um jogo baseado na franquia de anime e mangá Dragon Ball. É desenvolvido pela Spike e distribuído pela Namco Bandai, lançado no final do mês de outubro de 2011 para os consoles PlayStation 3 e Xbox 360.
O jogo é 3D que permite aos jogadores tomarem controle de vários personagens da franquia Dragon Ball ou criados pelo próprio jogador, e a possibilidade de jogar Online.

## Desenvolvimento
O jogo foi anunciado pela primeira vez sob o título de Dragon Ball Project Game Age 2011, na revista Weekly Shonen Jump em maio de 2011. O anúncio mostrava imagens de Goku e Vegeta, em ambas as formas normais e Super Saiyajin, com destaque para a mecânica do jogo. O anúncio afirma que o jogo seria lançado no Japão no outono de 2011 para PlayStation 3 e Xbox 360. Poucos dias depois, a filial norte-americana da Namco Bandai divulgou que iria lançar a versão ocidental do jogo, e também confirmaram que a empresa Spike voltaria a produzir o jogo. A revista japonesa V-Jump começou a mostrar em suas edições de junho de 2011, várias imagens de Goku e Vegeta, em sua forma Oozaru, demonstrando um tipo de ação cronometrada para selecionar um botão. A revista também confirmou o retorno da mesma mecânica de jogos de Dragon Ball: Raging Blast e Dragon Ball Z: Budokai Tenkaichi.
A Namco Bandai afirmou à imprensa, que a versão norte-americana do jogo possuiria o nome 'Ultimate Tenkaichi' no título. E também divulgou que a data de lançamento do jogo seria 25 de outubro de 2011, enquanto a data da versão européia sairia alguns dias depois. Mais tarde, em julho, foi anunciado que o jogo não incluiria apenas a Saga GT, mas também incluem um tipo de criação e personalização de um personagem. Em 8 de agosto, a Shonen Jump revelou mais informações sobre o 'History Mode', mostrando um cenário livre do planeta, semelhante ao de Budokai 3. A V-Jump revelou que o jogo seria lançado sob o título de  'Ultimate Blast', no Japão, com a data de lançamento para 08 de dezembro de 2011.
No início de setembro, mais detalhes foram divulgados sobre o 'Hero Mode', que dará aos jogadores a opção de criar e personalizar um personagem com uma variedade de equipamentos existentes, além de a capacidade de mudar e adaptar seus esquemas de cor.

## Recepção
A IGN.com deu ao jogo a nota 7.5 de 10, dando destaque aos gráficos e modo de combate, mas não gostou da narrativa e à natureza repetitiva das batalhas.
A Gamespot deu ao jogo a nota de 4.0 de 10, destacando os gráficos, mas detestando o sistema de combate do jogo, já que não há senso de originalidade. E também deu pouco destaque ao Hero Mode, já que há poucas opções de se personalizar o personagem.